# Монарховые
Монарховые, или монархи (лат. Monarchidae), — семейство птиц из отряда воробьинообразных.
Монарховые распространены в Африке, южнее Сахары, на Мадагаскаре, в Австралии, Тасмании, Новой Гвинее, Южной Азии и Полинезии. У многих видов на голове имеется хохол. Благодаря крепким щетинкам по сторонам основания клюва образуется своего рода корзина для ловли насекомых.

## Классификация
В семейство монарховых включают 15 родов и 106 видов:
- Hypothymis
  - Hypothymis azurea
  - Hypothymis puella
  - Hypothymis helenae
  - Hypothymis coelestis
- Хохлатые мухоловки (Trochocercus)
  - Ультрамариновая хохлатая мухоловка (Trochocercus cyanomelas)
  - Синеголовая хохлатая мухоловка (Trochocercus nitens)
- Terpsiphone — Райские мухоловки
  - Terpsiphone bedfordi
  - Terpsiphone rufocinerea — Рыжебрюхая райская мухоловка
  - Сенегальская райская мухоловка (Terpsiphone rufiventer)
  - Terpsiphone smithii
  - Terpsiphone batesi
  - Африканская райская мухоловка (Terpsiphone viridis)
  - Райская мухоловка (Terpsiphone paradisi)
  - Terpsiphone affinis
  - Terpsiphone floris
  - Terpsiphone incei
  - Чёрная райская мухоловка (Terpsiphone atrocaudata)
  - Кобальтовая райская мухоловка (Terpsiphone cyanescens)
  - Коричная райская мухоловка (Terpsiphone cinnamomea)
  - Шиферная райская мухоловка (Terpsiphone atrochalybeia)
  - Мадагаскарская райская мухоловка (Terpsiphone mutata)
  - Сейшельская райская мухоловка (Terpsiphone corvina)
  - Маскаренская райская мухоловка (Terpsiphone bourbonnensis)
- Элепайо (Chasiempis)
  - Chasiempis sclateri
  - Chasiempis ibidis
  - Элепайо (Chasiempis sandwichensis)
- Помареи (Pomarea)
  - Раротонгская помарея (Pomarea dimidiata)
  - Таитянская помарея (Pomarea nigra)
  - † Помарея Маупити (Pomarea pomarea)
  - Маркизская помарея (Pomarea mendozae)
  - Помарея Уа-Пу (Pomarea mira)
  - † Помарея Нуку-Хива (Pomarea nukuhivae)
  - Хуахунская помарея (Pomarea iphis)
  - † Помарея Эиао (Pomarea fluxa)
  - Фатухивская помарея (Pomarea whitneyi)
- Шиферные мухоловки (Mayrornis)
  - Рыжегрудая шиферная мухоловка (Mayrornis versicolor)
  - Чернохвостая шиферная мухоловка (Mayrornis lessoni)
  - Ваникорская шиферная мухоловка (Mayrornis schistaceus)
- Арлекиновые миагры (Neolalage)
  - Арлекиновая мухоловка (Neolalage banksiana)
- Большеклювые мухоловки (Clytorhynchus)
  - Фиджийская большеклювая мухоловка (Clytorhynchus vitiensis)
  - Гебридская большеклювая мухоловка (Clytorhynchus pachycephaloides)
  - Реннельская большеклювая мухоловка (Clytorhynchus hamlini)
  - Черногорлая большеклювая мухоловка (Clytorhynchus nigrogularis)
  - Clytorhynchus sanctaecrucis
- Трукские мухоловки-монархи (Metabolus)
  - Трукская мухоловка-монарх (Metabolus rugensis)
- Symposiachrus
  - Чёрный монарх (Symposiachrus axillaris)
  - Жемчужнокрылый монарх (Symposiachrus guttula)
  - Тенимберский монарх (Symposiachrus mundus)
  - Флоресский монарх (Symposiachrus sacerdotum)
  - Symposiachrus boanensis
  - Symposiachrus melanopterus
  - Очковый монарх (Symposiachrus trivirgatus)
  - Symposiachrus bimaculatus
  - Белохвостый монарх (Symposiachrus leucurus)
  - Symposiachrus everetti
  - Symposiachrus loricatus
  - Symposiachrus julianae
  - Монарх Брэма (Symposiachrus brehmii)
  - Symposiachrus manadensis
  - Серебрянохвостый монарх (Symposiachrus infelix)
  - Белоспинный монарх (Symposiachrus menckei)
  - Хохлатый монарх (Symposiachrus verticalis)
  - Белобородый монарх (Symposiachrus barbatus)
  - Symposiachrus malaitae
  - Чешуйчатый монарх (Symposiachrus vidua)
  - Symposiachrus nigrotectus
  - Монарх Брауна (Symposiachrus browni)
  - Symposiachrus rubiensis
- Монархи (Monarcha)
  - Сероголовый монарх (Monarcha cinerascens)
  - Масковый монарх (Monarcha melanopsis)
  - Чернокрылый монарх (Monarcha frater)
  - Черноспинный монарх (Monarcha castaneiventris)
  - Monarcha richardsii
  - Островной монарх (Monarcha godeffroyi)
  - Тинианский монарх (Monarcha takatsukasae)
- Carterornis
  - Белоухий монарх (Carterornis leucotis)
  - Украшенный монарх (Carterornis pileatus)
  - Carterornis castus
  - Золотой монарх (Carterornis chrysomela)
- Род Arses — Воротничковые мухоловки
  - Arses lorealis
  - Arses kaupi — Ошейниковая воротничковая мухоловка
  - Arses telescophthalmus — Очковая воротничковая мухоловка
  - Arses insularis
- Род Grallina — Граллины
  - Grallina cyanoleuca — Австралийская граллина
  - Grallina bruijnii — Папуанская граллина
- Род Myiagra — Миагры
  - Микронезийская миагра (Myiagra oceanica)
  - Myiagra erythrops
  - † Myiagra freycineti
  - Myiagra pluto
  - Молуккская миагра (Myiagra galeata)
  - Чёрная миагра (Myiagra atra)
  - Серебристая миагра (Myiagra rubecula)
  - Серо-синяя миагра (Myiagra ferrocyanea)
  - Myiagra cervinicauda
  - Каледонская миагра (Myiagra caledonica)
  - Краснобрюхая миагра (Myiagra vanikorensis)
  - Самоанская миагра (Myiagra albiventris)
  - Синехохлая миагра (Myiagra azureocapilla)
  - Myiagra castaneigularis
  - Ширококлювая миагра (Myiagra ruficollis)
  - Myiagra cyanoleuca — Шёлковая миагра
  - Myiagra alecto
  - Myiagra hebetior
  - Myiagra eichhorni
  - Myiagra nana
  - Myiagra inquieta — Белогрудая миагра

Ранее входивший в это семейство род Elminia на основе исследований молекулярной филогенетики был выделен в семейство стеностировых (Stenostiridae).